# Museu de Ciências e Tecnologia da PUCRS
O Museu de Ciências e Tecnologia da PUCRS é um museu universitário da cidade brasileira de Porto Alegre. É um órgão de pesquisa e educação da Pontifícia Universidade Católica do Rio Grande do Sul - PUCRS, e está localizado na Avenida Ipiranga nº 6681, no bairro Partenon. O museu é um dos principais pontos turísticos de Porto Alegre e uma referência internacional em sua área de atuação. É um dos museus interativos de ciências naturais de destaque na América Latina.

## História
A história do Museu de Ciências e Tecnologia inicia na década de 1960 com os esforços do professor Jéter Jorge Bertoletti para criar um Museu de História Natural. Duas solicitações formais feitas em 1961 e 1964 não deram em nada, mas em 1967 o terceiro pedido foi acolhido e em março era fundado o Museu de História Natural, que foi instalado em um pequeno espaço de 100 m2 no térreo do prédio do Instituto de Física, e já em maio mudava sua denominação para Museu de Ciências. A fundação oficial ocorreu em 4 de julho, tendo Bertoletti como primeiro diretor. Inicialmente funcionou mais como uma galeria de exposições temporárias, mas em 1969 já tinha cinco departamentos em atividade — Zoologia, Botânica, Geologia-Paleontologia, Mineralogia e Biologia — e começava a organizar os programas de cursos e pesquisa aplicada, firmando-se diversos convênios com outras instituições.

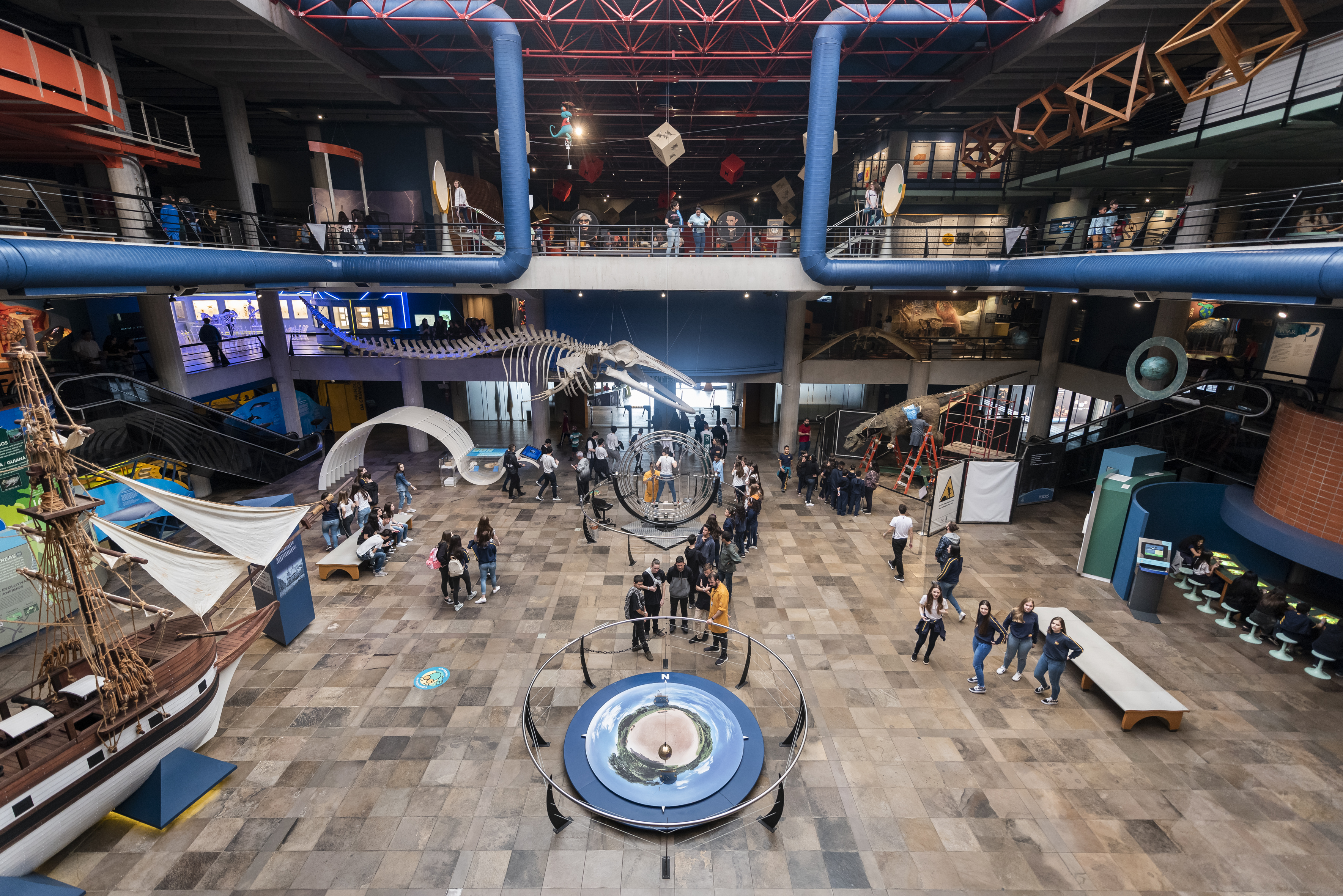
O saguão da nova sede

A constante expansão das atividades e aquisição de acervo em pouco tempo colocou o problema do espaço disponível, e em 1978 foram requisitados espaços em três outros prédios, só liberados em 1985, possibilitando acomodar melhor os laboratórios para a pesquisa aplicada. Em 1989 iniciou um projeto de aproximação da prática das ciências com o ensino escolar, com a construção de espaços interativos para experimentos nas áreas de Física e Matemática, vinculados a um roteiro de visitas guiadas. Alguns anos depois iniciou a construção de uma sede nova, e em 1993 a Capes financiou 112 mil dólares para a continuidade dos projetos educativos.
O museu foi transferido para a nova sede no dia 11 de novembro de 1994, e foi aberto para o público em 9 de dezembro de 1998 com o nome de Museu de Ciências e Tecnologia. A mudança, que reuniu setores antes separados no espaço e pôs à sua disposição uma área muito maior, foi um grande passo para a consolidação da sua estrutura de funcionamento e do seu perfil como museu interativo, bem como para a expansão das atividades. No grande edifício que divide com o Centro de Ciências e Cultura, de 17,5 mil m², com dois subsolos e três pavimentos, 10 mil m² são destinados ao museu.
Em 2002 o museu contava com 265 funcionários, já havia lançado mais de mil publicações, sua biblioteca continha mais de 21 mil títulos e o acervo chegava aos 5 milhões de itens. Em 2003 era o maior museu de ciências do Brasil, e em 2019 foi fundada uma Associação de Amigos para dar apoio às suas atividades. Em 2019 era o museu mais visitado do estado e estava entre os cem mais visitados do Brasil.
Em 2020 recebeu 180 mil visitantes, e em 2022 foi visitado por mais de 240 mil pessoas. 
Em 2023 lançou um projeto para acentuar a interatividade das exposições, buscando desenvolver ambientes imersivos para os frequentadores. Segundo o diretor Marcus Klein, "haverá mais telas, tecnologias e técnicas de imersão sem abandonar nosso propósito básico de preservar nossos acervos e popularizar a ciência de uma forma instigante".

## Acervo e atividades

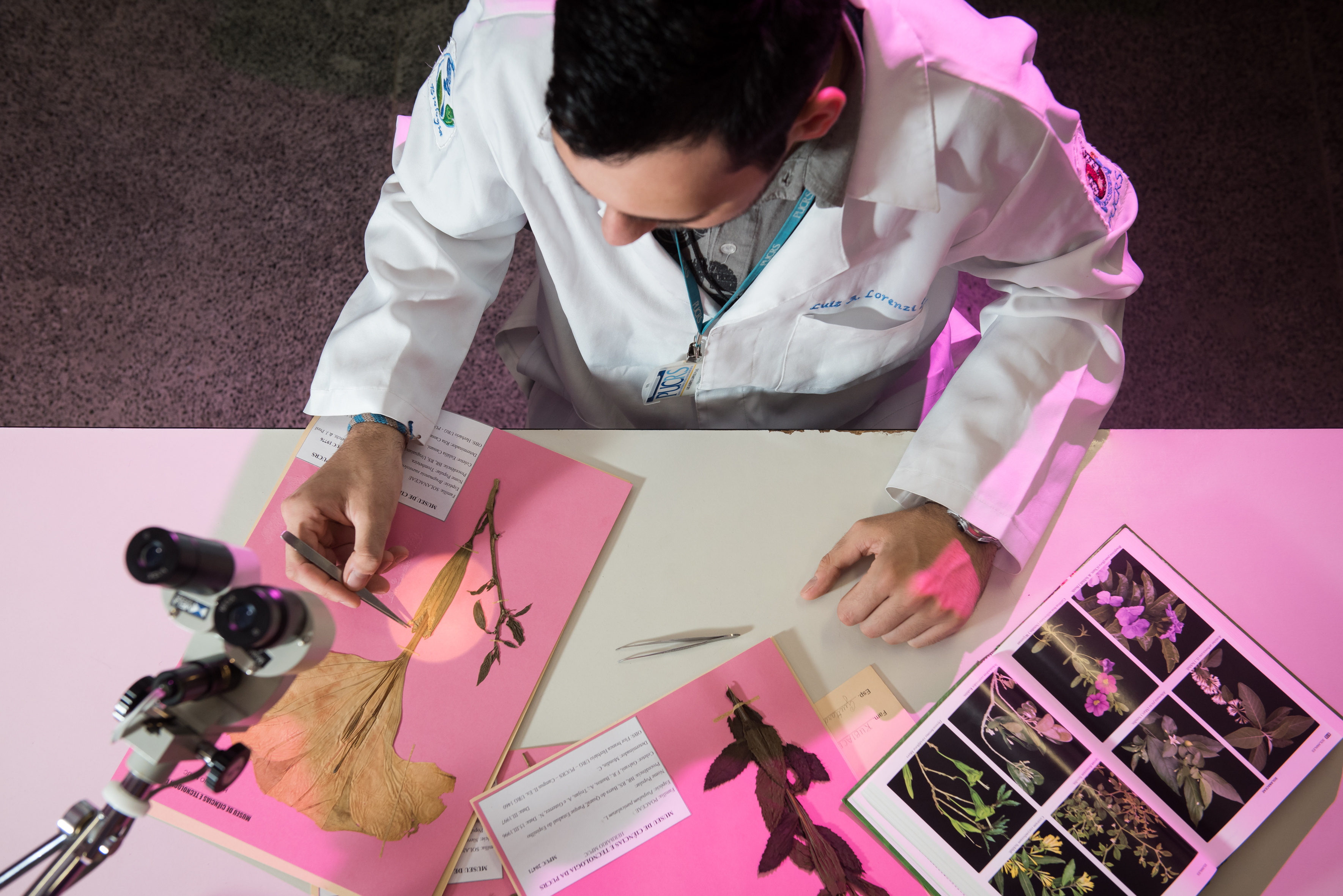
Pesquisa no museu

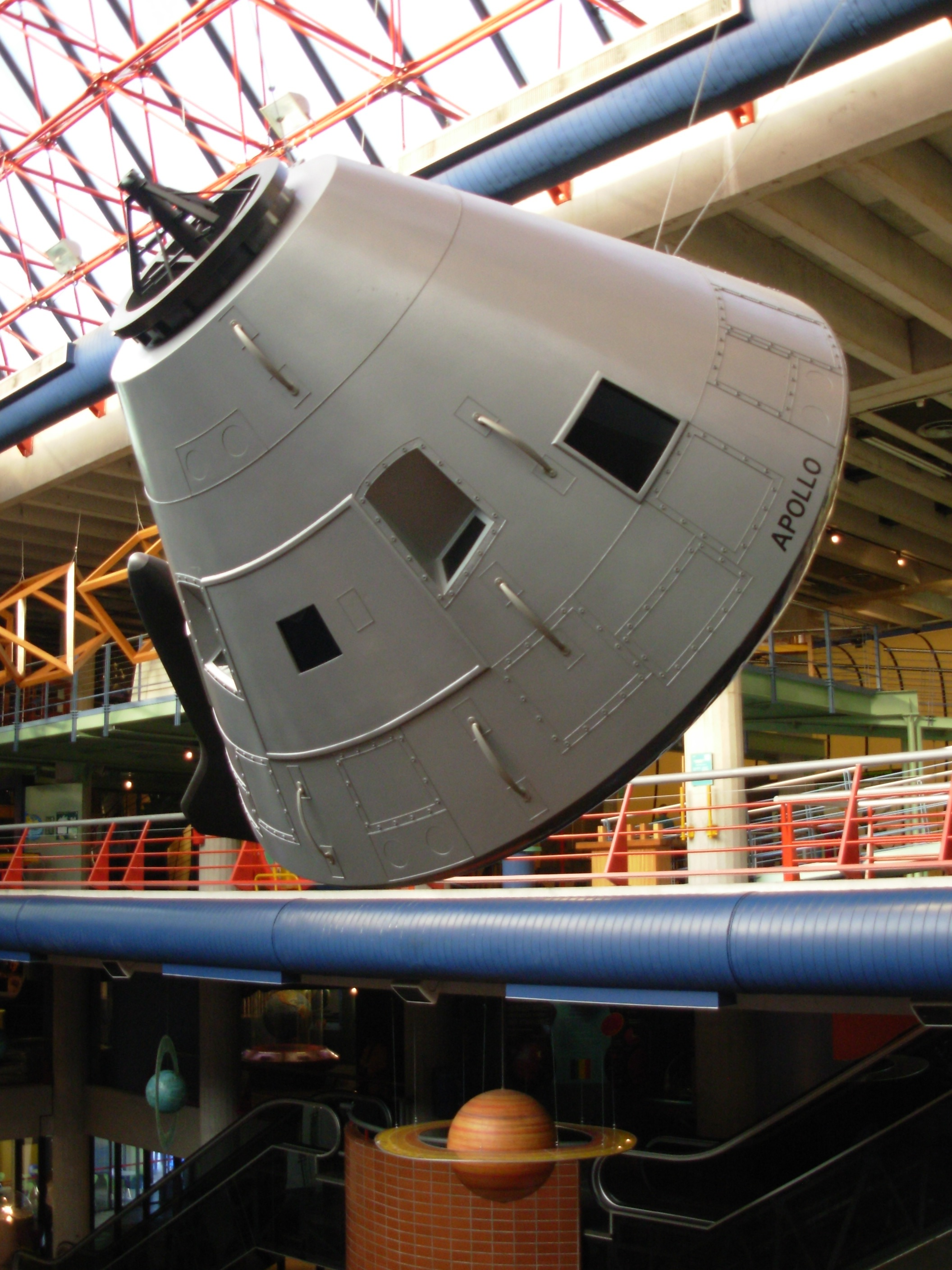
Réplica do módulo de comando da Missão Apollo

Sua missão oficial é "gerar, preservar e difundir o conhecimento por meio de seus acervos e exposições, contribuindo para o desenvolvimento da ciência, da educação e da cultura".
O acervo tem mais de 5 milhões de peças, cobrindo uma extensa gama de áreas de estudo, incluindo equipamentos, instrumental, amostras de minerais, fósseis, exemplares de animais e plantas, artefatos arqueológicos e outros. Seus laboratórios produzem pesquisa nas áreas de Aquacultura, Arqueologia, Botânica, Ciências da Terra, Entomologia, Herpetologia, Paleontologia, Ictiologia, Mastozoologia e Ornitologia. O museu presta consultorias, organiza encontros científicos e seminários, atividades didáticas, apresentações de teatro e exposições itinerantes, e apoia a realização de feiras de ciências em escolas.
O visitante encontra seções de exposição convencional e outras com cerca de 700 experimentos interativos, além de dioramas, multimeios, jogos virtuais, que abordam temas de 22 áreas do conhecimento. As exposições, que são renovadas periodicamente, são organizadas em torno de temas, como Mamíferos Aquáticos, Biocombustíveis, Anfíbios, Biodiversidade, Corpo Humano, Planeta Terra, Universo, Paleontologia, Minerais, Matéria e Energia, Eletricidade e Magnetismo, e outros.
Nos espaços interativos, com o auxílio de mediadores o visitante é convidado a intervir em objetos, mecanismos e painéis eletrônicos para produzir determinados efeitos e ações, dos quais se tiram conclusões e aprendizados. Há uma área específica para o público infantil. Como exemplo, o visitante pode manipular modelos de animais e plantas para estudar suas estruturas, pedalar uma bicicleta para medir sua capacidade de esforço, observar amostras em microscópios, testar a ação de painéis solares para geração de energia, acionar experimentos que demonstram a conversão de energia luminosa em ondas de som ou a ação do magnetismo sobre os objetos, obter informações sobre doenças selecionando áreas de um modelo de corpo humano, e outros.
Segundo Roberta Giglio,
"A partir da cientificidade de seus conteúdos e interatividade dos experimentos, alia teoria e prática, propicia a construção de conhecimentos acerca dos temas abordados, promovendo, também, o que se denomina de alfabetização científica. [...] São evidentes os processos e as apropriações do sujeito em relação ao conteúdo científico, pois se constitui como um ambiente que possibilita, por meio de contextos diversificados, vivências motivadoras que envolvem o indivíduo no processo de investigação científica e de compreensão da ciência como possibilidade para a prática social".